# Mark Rutte
  Mark Rutte    (la Haia, 14 de febrer de 1967) és un polític neerlandès, cap del Partit Popular per la Llibertat i la Democràcia (VVD) i Primer Ministre dels Països Baixos des del 14 d'octubre de 2010 fins al juliol de 2023. Va ser secretari d'estat d'afers socials i treball del 22 de juliol de 2002 fins al 17 de juny de 2004, i secretari d'estat d'educació, ciència i economia del 17 de juny de 2004 fins al 27 de juny de 2004, en el primer i segon govern Balkenende. Va dimitir el juny de 2006 per tornar a la Tweede Kamer com a líder parlamentari del seu partit.
Va ser el cap de llista del VVD a les eleccions legislatives neerlandeses de 2006 i a les eleccions legislatives neerlandeses de 2010, en què el seu partit ha estat el més votat. Fou líder del VVD des del 31 de maig de 2006 fins l'estiu de 2023, quan una crisi de govern va provocar que dimitís com a primer ministre. Continuarà al càrrec en funcions, fins als comicis generals de la tardor de 2023. És 14è secretari general de l'OTAN des d'octubre de 2024.

## Primers anys
Rutter es va especialitzar en arts a l'Institut de 1979 a 1985. Continuà estudiant història a la Universitat de Leiden fins al 1992, encara que la seva ambició original era anar al conservatori i convertir-se en un concertista de piano. Combinà els estudis amb un càrrec a la junta directiva de l'Organització de la Joventut per la Llibertat i la Democràcia, l'organització juvenil del VVD, de la qual va ser president entre 1988 i 1991. Després dels seus estudis va entrar al món dels negocis, treballant com a gerent d'Unilever i Calvé. Fins al 1997 formà part del departament de recursos humans d'Unilever i va tenir un paper destacat en diverses reorganitzacions. Entre 1993 i 1997 va ser membre de la junta directiva nacional del VVD. Entre 1997 i 2000 va ser cap de personal de Van den Bergh Nederland, una filial d'Unilever. El 2000 fou membre del Grup Corporatiu de Recursos Humans. I des de 2002 va ser director de Recursos Humans d'IgloMora Groep, una altra filla d'Unilever. També va exercir com a membre del comitè de candidats del VVD a les eleccions legislatives neerlandeses de 2002.

## Carrera política
El 2002 va ser nomenat Secretari d'Estat d'Afers Socials i Ocupació en el primer govern Balkenende, càrrec que va ocupar després de les eleccions legislatives neerlandeses de 2003. Va ser responsable d'àrees que incloïen Bijstand (benestar municipal) i arbeidsomstandigheden (seguretat ocupacional i salut). Després de les eleccions va ser breument membre de la Tweede Kamer, entre el 30 de gener i el 27 de maig de 2003. La incorporació de Gerrit Zalm al Segon Gabinet Balkenende va reobrir un debat al partit, que mai ha volgut que el líder del partit estigués al govern, i el partit va escollir Jozias van Aartsen com a nou líder del partit, i els joves secretaris estatals Mark Rutte i Melanie Schultz van Haegen van treballar en reorientar el partit a liberal d'esquerres enfocant-se en el medi ambient i el transport públic, la cooperació amb Demòcrates 66 D66 i l'ala liberal del Partit del Treball (PvdA), que podria conduir a una futura fusió, que D66 va rebutjar, Després de fortes discussions, la reunió general del VVD va adoptar un nou Manifest Liberal el 2005.
El 17 de juny de 2004 va ser nomenat Secretari d'Estat d'Educació Superior i Ciència en substitució de Annette Nijs. Quan se li va demanar que la substituís no va tenir més opció: «Gerrit (Gerrit Zalm, el viceprimer ministre del VVD) no és del departament de variables. Jo no tenia elecció. D'altra banda, també és molt emocionant». Rutte va ser director de la campanya per a les eleccions municipals neerlandeses de 2006.
En el seu càrrec, Rutte ha mostrat especial interès a fer que el sistema d'educació superior neerlandès sigui més competitiu internacionalment, tractant de fer-lo més orientat al mercat (millora de la situació dels estudiants com a consumidors en el mercat de l'educació).
Després de la dimissió de Jozi van Aarts després de la derrota del VVD a les eleccions municipals neerlandeses de 2006, participà en les eleccions internes per lijsttrekker, on va competir contra Rita Verdonk i Veenendaal Jelleke, en les que fou elegit amb el 51,5% dels vots dels afiliats. La seva candidatura va rebre el suport del lideratge del partit, inclosos dirigents importants com Frank de Grave, antic ministre de Defensa, Ivo Opstelten, alcalde de Rotterdam i Ed Nijpels, comissari reial de Frísia, així com la JOVD, branca juvenil del partit que ell mateix havia dirigit. Durant les eleccions es va comprometre «a fer el que el Partit Popular per la Llibertat i la Democràcia fos el partit de tots i no només de l'elit». El seu aspecte juvenil ha estat comparat amb el de l'exlíder del Partit del Treball, Wouter Bos.
En acceptar el paper de lijsttrekker, Rutte ha deixat clar que vol canviar la cara de la VVD. També ha declarat que les idees actuals del Partit Laborista neerlandès sobre seguretat social són massa conservadores i que era poc probable que formessin una coalició després de les eleccions. Més recentment va declarar que se sentia que la Crida Demòcrata Cristiana (soci de coalició actual) era el partit amb el que el VVD podia negociar. Tanmateix, tot dependria dels resultats de les eleccions.
El 28 de juny de 2006 Rutte renuncià com a secretari d'estat i va tornar al parlament com a líder parlamentari del VVD. Com a secretari d'estat fou succeït per l'exregidor de la Haia Bruno Bruins. Però abans de Bruins prengués juramentat en el càrrec, el segon govern de Balkenende va caure. En el tercer govern Balkenende Bruins succeí Rutte com a secretari d'estat.
A les eleccions legislatives neerlandeses de 2006 el VVD no va fer una bona campanya i Rutte va rebre crítiques del seu mateix partit, ja que es va dir que era eclipsat per altres membres del partit com Rita Verdonk i Gerrit Zalm, endemés de ser considerat incapaç de sobrepassar tant Wouter Bos com Jan Peter Balkenende, que generalment són vistos per l'electorat com els principals candidats a convertir-se en el proper Primer Ministre dels Països Baixos. El 27 de novembre es va saber que Rita Verdonk havia aconseguit obtenir més vots que Mark Rutte (620.555 de Verdonk contra 553.200 de Rutte). Però després de reiterades crítiques de Rita Verdonk a la política del partit VVD, Rutte la va expulsar del partit el 14 de setembre de 2007.
A les eleccions legislatives neerlandeses de 2010 Rutte a ser una vegada més el Lijsttrekker del VVD. El seu partit es va convertir en el més votat i amb major representació, amb 31 escons.

### Primer ministre dels Països Baixos
El 14 d'octubre de 2010 fou investit com a 50è Primer ministre dels Països Baixos, liderant una coalició del Partit Popular per la Llibertat i la Democràcia (VVD) amb la Crida Demòcrata Cristiana (CDA) i el polèmic suport parlamentari del partit xenòfob Partit per la Llibertat (PVV). El govern va caure el 23 d'abril de 2012 degut al fet que el CDA i el VVD no van aconseguir arribar a un acord amb el PVV per implementar noves mesures per reduir al dèficit fiscal.
A les eleccions del setembre de 2012, el VVD va guanyar 10 escons addicionals, sent el partit més gran de la Cambra de Representants mentre la CDA i el PVV van disminuir significativament. El VVD va negociar ràpidament un govern de coalició amb el Partit del Treball, el segon partit de la cambra, i el 5 de novembre de 2012 van jurar el càrrec davant la reina.
A les eleccions legislatives neerlandeses de 2017, el VVD va perdre escons però va continuar sent el partit més gran, i el VVD, D66, CDA i Unió Cristiana (CU) van acordar una coalició i el 26 d'octubre, el nou gabinet encapçalat per Mark Rutte es va instal·lar formalment 225 dies després de les eleccions, establint un rècord per a la formació de gabinet més llarga de la història. Després que Wybren van Haga fos expulsat del VVD el 2019, la coalició va perdre la seva majoria a la Cambra de Representants, i el 15 de gener de 2021 el gabinet va dimitir després d'una investigació parlamentària sobre l'escàndol de les prestacions per a la cura dels nens holandesos, i va continuar dos mesos, fins les eleccions legislatives neerlandeses de 2021.
A les eleccions, els partits liberals Partit Popular per la Llibertat i la Democràcia (VVD) i Demòcrates 66 (D66) van guanyar escons, amb el D66 convertint-se en el segon partit més important i el VVD mantenint la seva posició com a partit més important. El Partit Popular per la Llibertat i la Democràcia (VVD), Crida Demòcrata Cristiana (CDA), Demòcrates 66 (D66) i Unió Cristiana (CU) el 15 de desembre de 2021 van presentar un acord de coalició sota el lideratge de Mark Rutte i els ministres van jurar el 10 de gener de 2022. El desembre de 2022 va fer un discurs en què demanava disculpes en nom del govern als descendents dels esclaus que va haver en els dominis dels Països Baixos entre el 1621 i el 1873.
El 7 de juliol de 2023, va anunciar la dimissió del seu govern després que la seva coalició no es va posar d'acord sobre com gestionar l'augment de la migració i es van convocar eleccions per al 22 de novembre, que va guanyar el populista de dretes Partit per la Llibertat (PVV), liderat per Geert Wilders, va guanyar 37 escons, convertint-se per primera vegada en la principal força política. Amb la renúncia de Rutte, Dilan Yeşilgöz-Zegerius va anunciar la seva candidatura per convertir-se en la propera líder del VVD i el 14 d'agost es va convertir oficialment en el líder del VVD.

## Secretari general de l'OTAN

### 2024

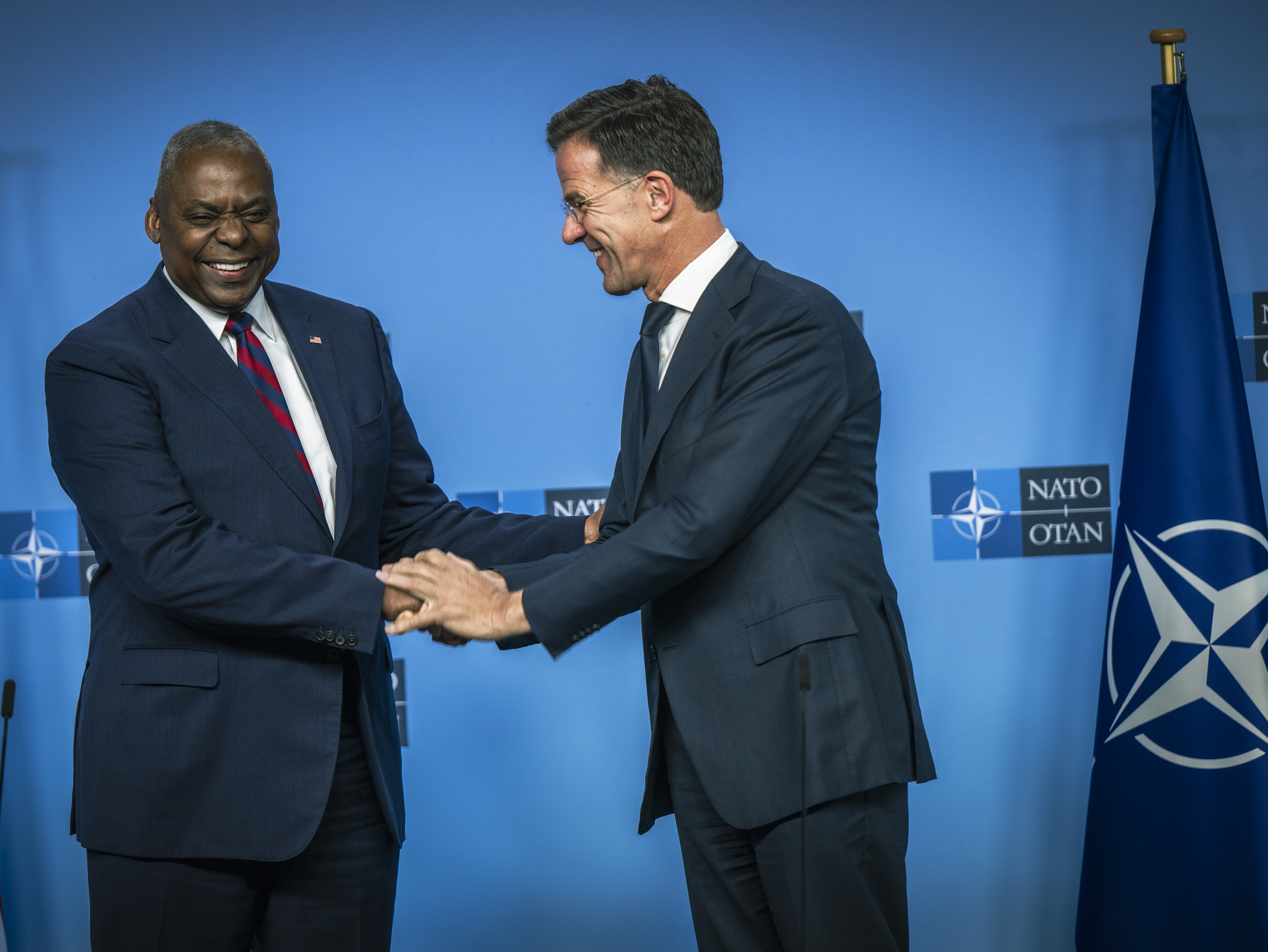
El secretari de Defensa dels Estats Units, Lloyd Austin, i Mark Rutte, a la seu de l'OTAN a Brussel·les, Bèlgica, el 17 d'octubre de 2024

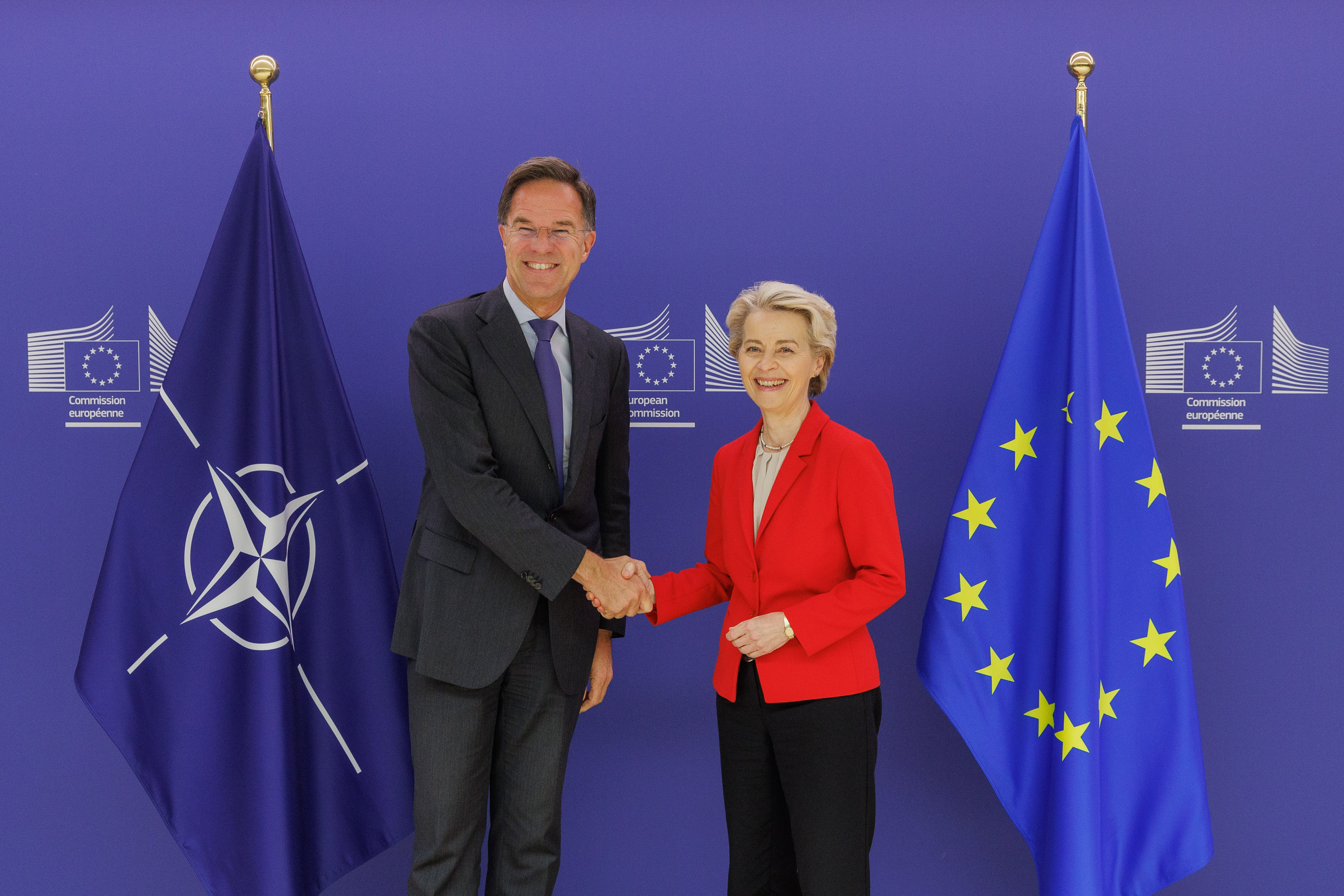
Rutte amb la presidenta de la Comissió Europea, Ursula von der Leyen, el 29 d'octubre de 2024

Després de la seva sortida de la política nacional, Rutte va succeir Jens Stoltenberg com a secretari general de l'OTAN l'1 d'octubre de 2024 durant un lliurament cerimonial a la seu de l'OTAN a Brussel·les. Tot i haver afirmat anteriorment que es volia centrar en l'ensenyament de secundària després del seu primer ministre, va anunciar la seva candidatura al càrrec l'octubre de 2023. La seva candidatura va rebre el suport públic dels governs dels Estats Units, el Regne Unit, Alemanya i França el febrer de 2024. Rutte va aconseguir superar l'oposició dels últims resistències de Turquia, Hongria, Eslovàquia i Romania els mesos posteriors, amb el seu únic oponent, el president romanès Klaus Iohannis, abandonant-se una setmana abans del seu nomenament oficial el 26 de juny de 2024.
L'octubre de 2024, Rutte va dir que més de 600.000 soldats russos havien estat assassinats o ferits durant la guerra amb Ucraïna.
Com a secretari general, Rutte va demanar als països membres que augmentin la seva despesa i producció en defensa, afirmant que calia una mentalitat de guerra. Va dir que la despesa addicional seria necessària per garantir una defensa col·lectiva i evitar un atac rus després de la invasió d'Ucraïna.
Rutte ha instat repetidament a enviar més armes a Ucraïna. Va dir que qualsevol negociació de pau futura amb Rússia hauria de ser dirigida per Ucraïna des d'una posició de força.
Rutte va criticar la posició de la Xina cap a Taiwan, dient que «la Xina està assetjant Taiwan i persegueix l'accés a la nostra infraestructura crítica d'una manera que podria paralitzar les nostres societats. Va afegir: Rússia, la Xina, però també Corea del Nord i l'Iran, estan treballant dur per intentar debilitar Amèrica del Nord i Europa. Per tallar la nostra llibertat, volen remodelar l’ordre global, no per crear-ne un de més just, sinó per assegurar les seves pròpies esferes d'influència».

### 2025
El març de 2025, després de l'anunci de la nova administració de Trump que no donava suport a la pertinença a l'OTAN d'Ucraïna, Rutte va declarar que mai s'havia promès a Ucraïna l'adhesió a l'OTAN com a part d’un acord de pau. i que Europa i els EUA haurien de normalitzar les relacions amb Rússia després d'un acord de pau.

## Vida personal
Rutte és solter. És membre de l’Església protestant holandesa. Mentre era primer ministre, Rutte va ensenyar estudis socials els dijous al matí al Johan de Witt College, una escola secundària de l'Haia. Rutte és un admirador de l'historiador estatunidenc Robert Caro, especialment la seva biografia de 1974 de Robert Moses, The Power Broker. Condueix un Saab 9-3 break. Abans de traslladar-se a Brussel·les el 2024 després del seu nomenament com a secretari general de l'OTAN, va viure durant diverses dècades en un pis a Benoordenhout, un barri de l'Haia.